# Villa d’Ogna
Villa d’Ogna – miejscowość i gmina we Włoszech, w regionie Lombardia, w prowincji Bergamo.
Według danych na styczeń 2009 gminę zamieszkiwało 1976 osób przy gęstości zaludnienia 380 os./1 km².